# Documento de identidad
El documento nacional de identidad (DNI) o, simplemente, documento de identidad (DI), también conocido como cédula o carné de identidad (CI), tarjeta de identidad (TI) o cédula de ciudadanía (CC), dependiendo de las denominaciones utilizadas en cada país, es un documento público que contiene datos de identificación personal, emitido por las autoridades públicas competentes para permitir la identificación personal e inequívoca de sus conciudadanos. En muchos países, la expedición de este tipo de documentos es obligatoria a partir de cierta edad, y suele servir —a veces exclusivamente y a veces como uno de varios posibles documentos, uno de ellos habitualmente siendo el pasaporte— para la identificación personal de su portador dentro del ámbito nacional o supranacional (como es el caso de la Unión Europea) al que pertenece.

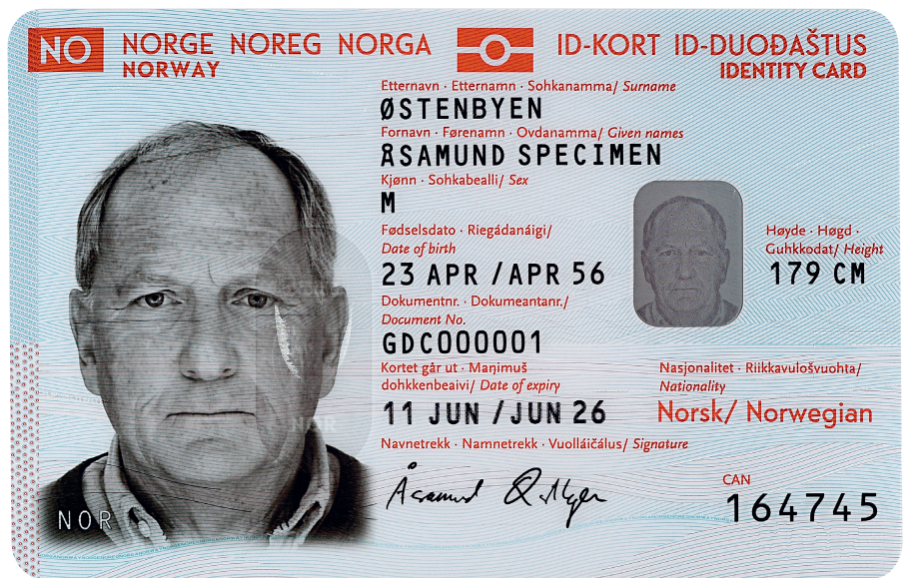
Parte anterior de un carné de identidad.

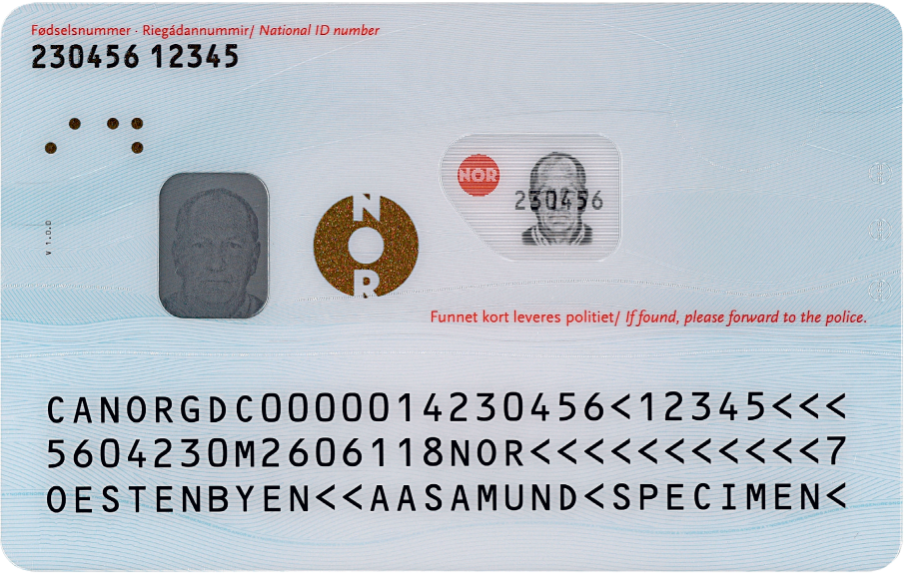
Parte posterior del documento de identidad noruego.

No todos los países emiten cédulas de identidad, aunque la extensión de la práctica ha acompañado el establecimiento de sistemas nacionales de registro de la población y la elaboración de los medios de control administrativo del Estado. La posesión de este documento es obligatoria en la mayoría de los países europeos e iberoamericanos, mientras que es «rara» en los que poseen un sistema jurídico basado en el derecho anglosajón.

## Denominación por países
| País                                                                | Nombre | Acrónimo                         |
| Latinoamérica, España y Portugal                                    | Latinoamérica, España y Portugal | Latinoamérica, España y Portugal |
| ------------------------------------------------------------------- | --- | -------------------------------- |
| Bolivia Brasil Chile Costa Rica Ecuador Nicaragua Uruguay Venezuela | Cédula de identidad / Cédula de identidade | CI                               |
| Argentina España Honduras Perú                                      | Documento nacional de identidad | DNI                              |
| Colombia                                                            | Cédula de ciudadanía (ciudadanos mayores de 18 años) Tarjeta de Identidad (ciudadanos de entre 7 a 18 años) Registro Civil (ciudadanos recién nacidos y hasta los 7 años) Cédula de Extranjería (ciudadanos extranjeros mayores de 7 años residiendo en Colombia) | C.C., T.I., R.C., C.E.           |
| Cuba                                                                | Carné de identidad | CI                               |
| México                                                              | Clave Única de Registro de Población (CURP) (a nivel federal) | CURP                             |
| Guatemala                                                           | Documento personal de identificación | DPI                              |
| El Salvador                                                         | Documento único de identidad | DUI                              |
| República Dominicana                                                | Cédula de identidad y electoral | CIE                              |
| Paraguay                                                            | Cédula de identidad civil | CIC/CI                           |
| Panamá                                                              | Cédula de identidad personal | CIP                              |
| Portugal                                                            | Cartão de cidadão | CC                               |
| Puerto Rico                                                         | Licencia de conducir o Identificación | ID                               |
| Resto del mundo                                                     | |                                  |
| Alemania Austria                                                    | Personalausweis |                                  |
| Bélgica                                                             | Identiteitskaart/Carte d'identité/Personalausweis |                                  |
| China                                                               | Jūmín Shēnfènzhèng |                                  |
| Croacia                                                             | Osobna iskaznica |                                  |
| Estados Unidos                                                      | Passport card |                                  |
| Estonia                                                             | ID-kaart |                                  |
| Filipinas                                                           | Pambansang Pagkakakilanlan |                                  |
| Finlandia                                                           | Henkilökortti |                                  |
| Francia                                                             | Carte nationale d'identité |                                  |
| Indonesia                                                           | Kartu Tanda Penduduk |                                  |
| Irlanda                                                             | Cárta pas/Passport card |                                  |
| Italia                                                              | Carta d'identità |                                  |
| Letonia                                                             | Personas apliecība |                                  |
| Noruega                                                             | ID-kort |                                  |
| Países Bajos                                                        | Identiteitskaart |                                  |
| Polonia                                                             | Dowód osobisty |                                  |
| Rumania                                                             | Carte de identitate |                                  |
| Serbia                                                              | Lična karta |                                  |
| Turquía                                                             | Kimlik Kartı |                                  |
| Ucrania                                                             | Паспорт громадянина України (Pasport hromadyanyna Ukrayiny) |                                  |

## Latinoamérica

### Argentina

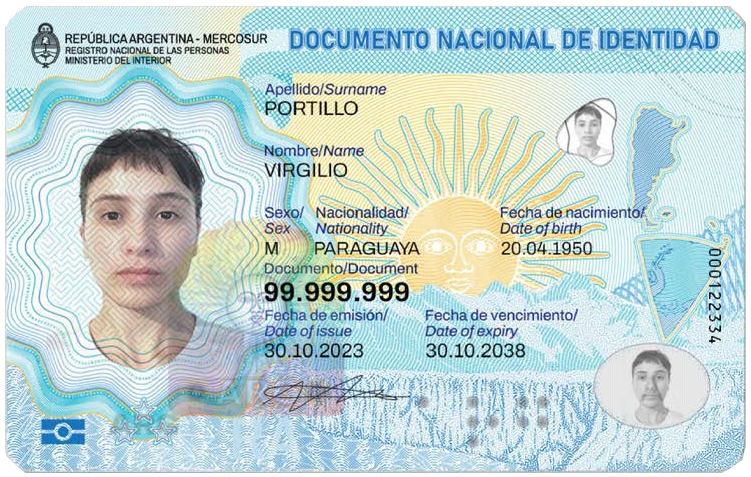
Portada del DNI biométrico de formato tarjeta.

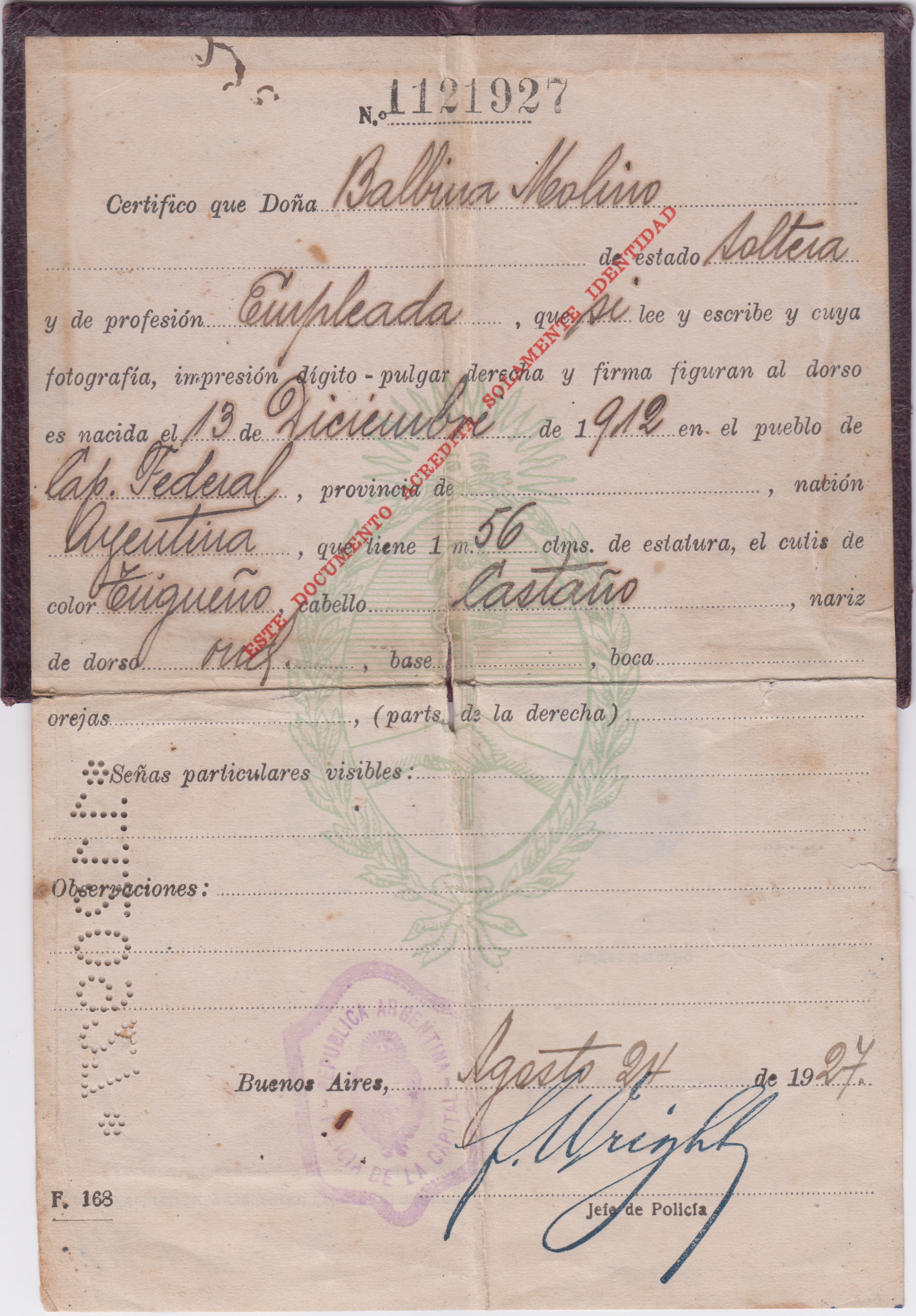
Antigua Cédula de Identidad emitida en 1927 por la Policía de la Capital.

En Argentina el DNI es el único instrumento de identificación personal, y es obligatorio; su formato y uso están reglamentados por la Ley Nº 17671 de Identificación, Registro y Clasificación del Potencial Humano Nacional, dictada en 1968, por la cual reemplazó a las Libretas de Enrolamiento que se expedían para los hombres en ocasión del servicio militar obligatorio y las Libretas Cívicas que recibían las mujeres al cumplir 18 años. Se emite para todos los nacidos en el país desde su respectiva fecha de nacimiento, y para todos los extranjeros que realicen el trámite de radicación (registro legal como residente en Argentina) desde el momento que la Dirección Nacional de Migraciones considera que ha cumplido los requisitos mínimos para tal fin.
Según esta ley, el DNI no puede ser suplido por ningún otro documento a efectos legales; es obligatorio para ejercer el derecho al voto y para la identificación ante la autoridad judicial. El DNI argentino es requerido también para efectuar trámites ante las autoridades estatales, y también habilita al portador para trabajar legalmente dentro del país (sometido a las leyes laborales nacionales, las cuales prohíben el trabajo de niños y adolescentes).
Desde el 4 de noviembre del 2009 como parte de un proceso de modernización y digitalización de los documentos nacionales comenzó a confeccionarse un nuevo tipo de DNI, que consta de dos partes: una libreta y una tarjeta. Su uso diario es indistinto, pero para votar se debe utilizar la libreta.
El DNI libreta presentaba una tapa de color celeste con impresiones láser para la numeración única del ciudadano y con estampas de color plata para el resto de la presentación. Por dentro presenta un diseño idéntico al del formato de tarjeta pero además contiene espacios que permiten agregar datos de estado civil, cambios de domicilio, donaciones de órganos y el sellado del DNI luego de votar en las elecciones nacionales. El DNI tarjeta es totalmente plastificado y contiene todos los datos que representa a la persona, con una fotografía e impresión de dígito dactilar derecho.
A partir del año 2011 el DNI volvió a cambiar, la libreta se eliminó, y la tarjeta se cambió por una de distinto modelo, plástica de mayor calidad, y que se usará para todo, ya no se requiere más la libreta para votar, es decir aunque se tenga la versión del año 2009. Otra forma de identificación es la Clave Única de Identificación Tributaria (CUIT).
A partir del 1 de abril de 2017, el DNI tarjeta es el único documento de identidad con validez.
Desde diciembre de 2023, el Registro Nacional de las Personas de Argentina (Renaper), entidad subordinada al Ministerio del Interior, ha introducido el innovador Documento Nacional de Identidad (DNI) Biométrico. Este medio de identificación se distingue por su  adhesión a los  estándares internacionales en términos de seguridad. Con un chip electrónico y un código QR, este documento permite la validación electrónica, verificación de identidad, funcionalidades digitales y medidas de seguridad avanzadas.
Fabricado mediante la aplicación de tecnología láser sobre policarbonato, el nuevo documento presenta características físicas de seguridad más recientes, diseñadas para mejorar la verificación visual y prevenir la falsificación. El uso de policarbonato, reconocido por su resistencia, sirve como sustrato, otorgándole una durabilidad y robustez adicionales.

### Bolivia
La cédula de identidad, fue creada por primera vez el 10 de diciembre de 1927 y que en la actualidad debe estar en posesión de todo residente en el país. Fue expedida por el Servicio Nacional de Identificación Personal, dependiente de la Policía Nacional, hasta 2011, cuando paso a manos del Servicio General de Identificación Personal (SEGIP), que es la única institución encargada de mantener y precautelar el Registro Único de Identificación (RUI); otorgar la CI a ciudadanos bolivianos dentro y fuera del territorio nacional; otorgar la Cédula de Identidad de Extranjero (CIE), para extranjeros con residencia legal en Bolivia.
La cédula tiene una validez de 5 años en su formato físico y 2 años en su formato digital, con excepción de los ciudadanos mayores de 58 años y personas con discapacidad grave y muy grave cuyas cédulas tienen validez indefinida.
Desde noviembre de 2023 se otorgaran cédulas con nuevo formato y código de lectura mecánica.

### Brasil

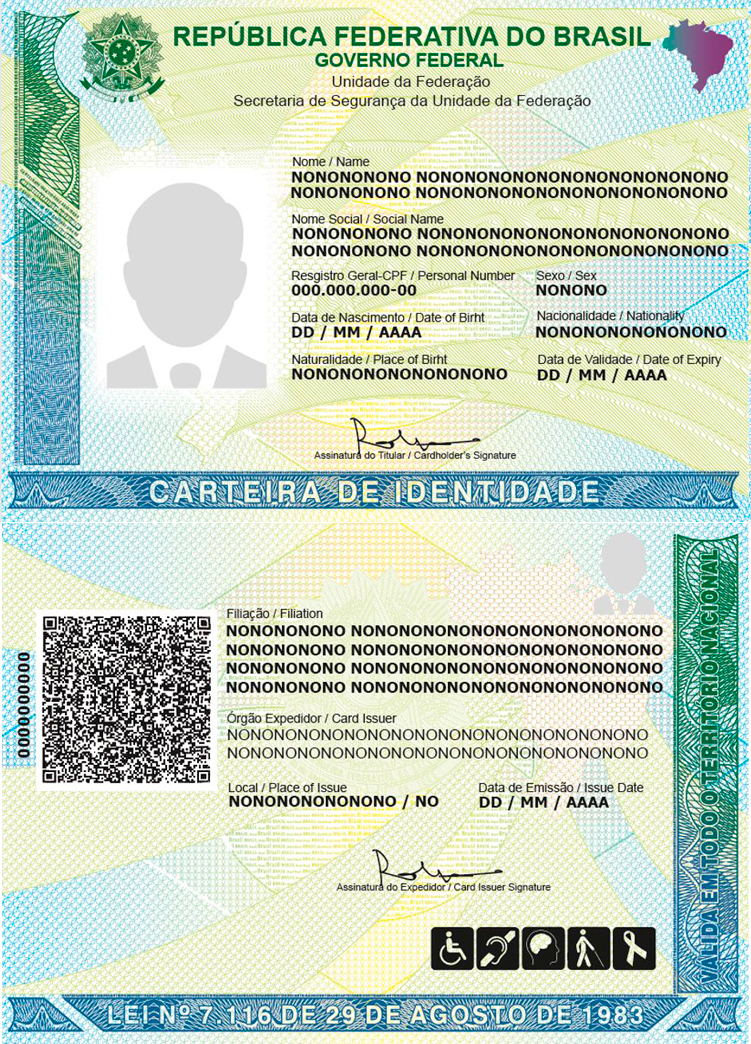
Registro de Identidade Civil.

El documento de identidad en Brasil es conocido como Documento Nacional de Identificação Civil, Cédula de identidade o Registro Geral (RG); contiene número del Registro Geral, fecha de nacimiento, fecha de emisión, nacionalidad (ciudad y estado de nacimiento) nombres y apellidos del los ascendientes legales del titular, foto, firma e impresión digital del pulgar derecho del titular.
Su emisión es responsabilidad de los estados federales y tiene validez en todo el territorio nacional. Es interesante hacer notar que no existen restricciones legales para solicitar otra cédula en otro estado de la Federación, bastando ir a la oficina emisora y llevar la documentación necesaria y solicitarla.
Los documentos necesarios para pedir la emisión de este documento dependen del estado civil del solicitante. Para los solteros se requiere el certificado de nacimiento original (o una copia autentificada ante notario). Para los casados se solicita un certificado de matrimonio original (o una copia autentificada ante notario). Para todos los casos anteriores, además, se solicitan tres fotos en formato de 3 por 4 centímetros.

### Chile

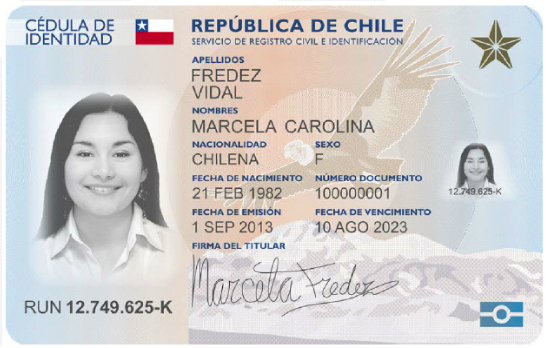
Cédula de Identidad de Chile.

La cédula de identidad, también conocida como carnet de identidad, es un documento identificatorio de Chile que debe estar en posesión de toda persona mayor de 18 años residente en el país (no obstante, este documento puede solicitarse desde el día de nacimiento de un menor sin que exista impedimento para ello, condición que ha sido adoptada por la mayoría de la ciudadanía promovido por instituciones policiales como forma de proteger a los menores ante cualquier eventualidad). La entrega de la cédula de identidad depende del Servicio de Registro Civil e Identificación de Chile.
La cédula de identidad contiene el Rol Único Nacional (RUN) para personas naturales —es el mismo número compartido con el Rol Único Tributario (RUT)—, la matrícula militar de paz y la licencia de conducir. Dicho número se asigna a toda persona que está inscrita en el Registro Civil de Chile. Anteriormente, el número de cédula de identidad era el mismo que el RUN; desde 2013 el número de cédula de identidad no es lo mismo que el RUN, los cuales son distintos; lo mismo sucede con el pasaporte chileno cuyo número ya no es el mismo.
El número de cédula de identidad y el número de pasaporte se llaman ahora «Número de Documento» y son de series únicas y se encuentran impresos en el costado derecho al centro de las cédulas nuevas (desde 2013) y en el anverso en la cédulas antiguas (anterior a 2013). No deben confundirse el número de cédula de identidad y el número de pasaporte con rol único nacional. 
Luego de su rediseño, el sistema de cédula de identidad nacional (CI) y de pasaportes biométricos comenzó a operar el 2 de septiembre de 2013 en todas las oficinas del Registro Civil e Identificación.

### Colombia

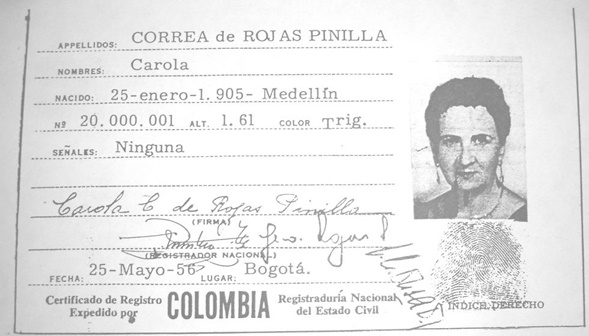
Primera documento de identificación expedida a la mujer en Colombia, que adquirió el derecho a elegir y ser elegida.

El documento de identidad es llamado Cédula de Ciudadanía (C. C.) o Documento de identidad (D. I.), para el caso de los ciudadanos colombianos mayores de edad. Este es el único documento de identificación válido para todos los actos civiles, políticos, administrativos y judiciales según la ley 39 de 1961. Se expide para los ciudadanos colombianos al cumplir los 18 años de edad (mayoría de edad en Colombia). El organismo encargado para realizar las tareas de expedición de cédulas es la Registraduría Nacional del Estado Civil de Colombia.

Anverso del documento de identidad colombiano obligatorio para menores de edad.

Reverso del documento de identidad colombiano obligatorio para menores de edad.

Existe un documento de identidad para los menores de 18 años, llamada Tarjeta de Identidad (que carece de validez en los actos para los que sirve la cédula de ciudadanía) usada para fines de identificación, la cual puede ser tramitada a partir de los 7 años de edad. La Cédula de Ciudadanía solo se puede tramitar una vez cumplidos los 18 años, para lo cual se hace obligatorio la entrega de la Tarjeta de Identidad como requisito indispensable. Una vez hecho el trámite ante cualquier Registraduría, se le entrega al ciudadano una «Contraseña», la cual le sirve como comprobante de que la cédula está en trámite, mas ésta contraseña no tiene validez como documento de identificación.
En el caso de los extranjeros, existe la Cédula de Extranjería que expide Migración de Colombia a manera de documento de identificación, con los mismos efectos que la Cédula de Ciudadanía excepto el derecho a votar.
El 24 de noviembre de 1952 fue expedida la primera Cédula de Ciudadanía al entonces Presidente de la República, Laureano Gómez Castro, con el número 1. Luego, en 1954, pudieron ejercer el derecho de elegir y ser elegidas las mujeres. La primera cédula femenina se expidió el 25 de mayo de 1956 a doña Carola Correa de Rojas Pinilla, esposa del entonces Presidente de la República, General Gustavo Rojas Pinilla, con el número 20.000.001.

Anverso de antiguo documento de identidad colombiano para mayores de edad 2000-2020.

Reverso de antiguo documento de identidad colombiano para mayores de edad 2000-2020.

Desde mayo de 2000, la Registraduría Nacional del Estado Civil de Colombia ha producido una cédula de ciudadanía con base en un moderno sistema de identificación basado en tecnología Automated Fingerprint Identification System (AFIS), el cual consiste en un hardware y un software especializados que permite la verificación automática de la identidad de las personas a través de la comparación de las huellas dactilares de los ciudadanos y su almacenamiento. Bajo este sistema a una misma persona no se le puede otorgar otra cédula con diferente identidad. Este documento de identificación, posee unas condiciones especiales de seguridad. Tanto en el anverso como el reverso del formato de cédula se presentan características físicas y tecnológicas que reducen al mínimo la vulnerabilidad y posibilidad de falsificación. Esta cédula permite la certeza de una identidad plena y la facilidad de ser verificada y autenticada directamente con el portador de la misma mediante un sistema automático.
Anteriormente, en Colombia, existían otros formatos de cédula, cualquiera de ellos era reconocido como legítimo medio de identificación del ciudadano, pero desde el año 2005, y luego de una serie de inconvenientes burocráticos y técnicos, la Registraduría Nacional del Estado Civil de Colombia, mediante un Decreto, determinó que a partir del 1º de enero del 2010, la única Cédula de Ciudadanía válida será la expedida a partir del año 2000, de fondo amarillo y con hologramas de seguridad. Esta fecha fue aplazada posteriormente para el 31 de julio de 2010.
En 2020 fue anunciado que un nuevo documento de identidad, esta vez electrónico, estaría disponible desde el 1 de diciembre de 2020. El documento permite a los ciudadanos identificarse y hacer trámites sin necesidad del documento físico el cuál se puede guardar en el teléfono móvil.

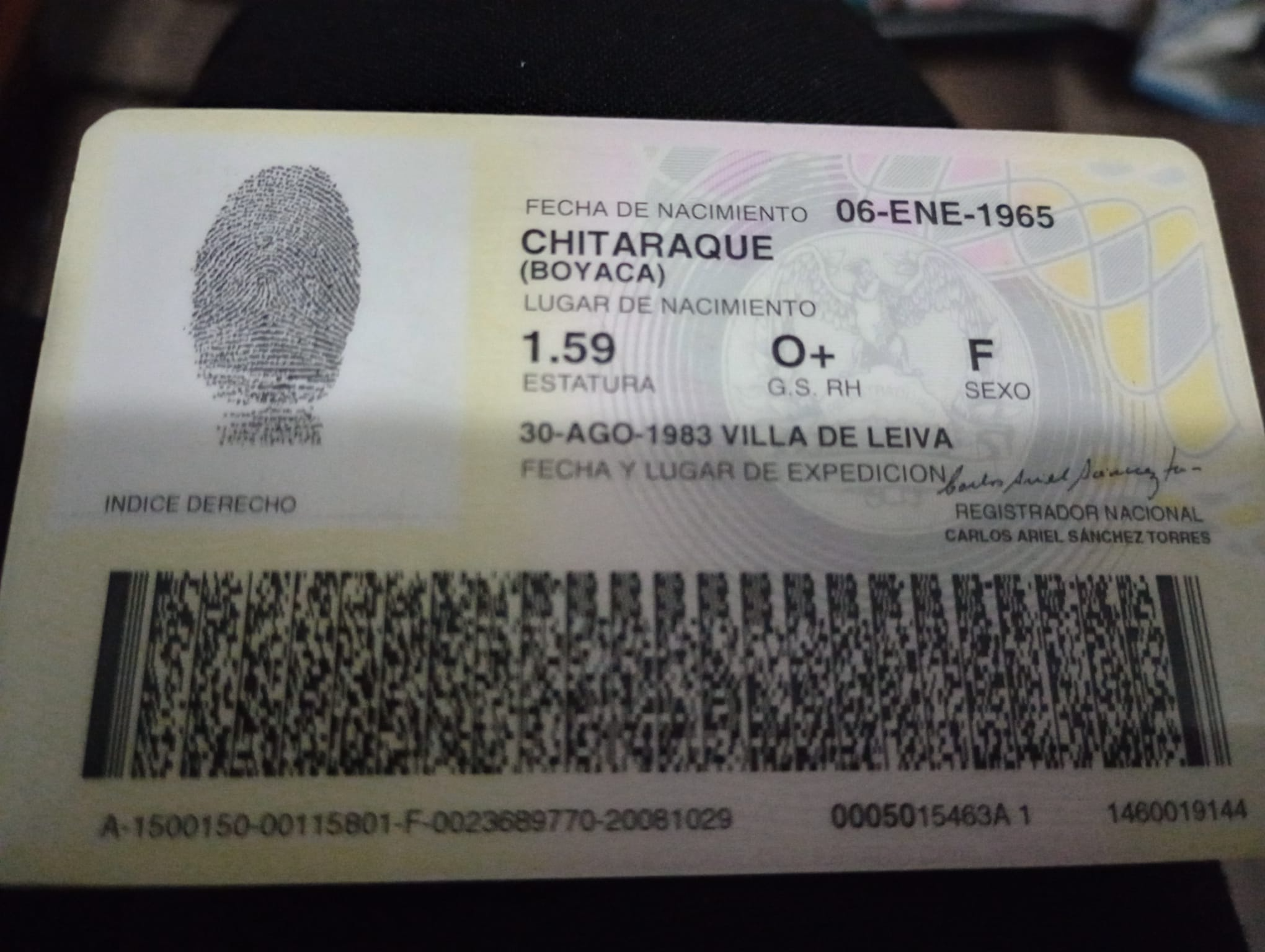
Documento de identidad de Colombia, (Anverso).

(Reverso).

### Costa Rica
La Cédula de identidad es otorgada por el Registro Civil a todos los ciudadanos de la República de Costa Rica mayores de 18 años (mayores de edad, para fines legales). Se puede empezar a tramitar con antelación de meses, antes de cumplir los 18 años. A finales de la década de los 90s dejó de ser un documento hecho a máquina de escribir y pasó a ser de manufactura totalmente electrónica, e incluye un aditamento que contiene información en un formato de código de barras bidimensional PDF417. Tiene una validez de 10 años, al cabo de los cuales, el portador debe hacerse presente al Registro Civil para tomarse una nueva fotografía y actualizar la información personal, tal como estado civil u ocupación.
Para los mayores de 12 años y menores de 18 años; el Tribunal Supremo de Elecciones dispone del TIM o Tarjeta de Identificación de Menores, documento previo a la cédula de identidad que proporciona a los menores opción de realizar apertura de cuentas en entidades bancarias, identificación para salida del país, optar por becas estudiantiles entre otros trámites legales y/o sociales. Con el TIM no es posible ejercer el sufragio o voto.
La numeración se compone de 3 grupos de números. Por ejemplo: 1-2222-3333. En este caso, el 1 representa la provincia de nacimiento o inscripción (para costarricenses nacidos en el exterior), y se asigna de esta forma:
1. San José
2. Alajuela
3. Cartago
4. Heredia
5. Guanacaste
6. Puntarenas
7. Limón
8. Costarricenses nacionalizados
9. Otros

Los otros dos grupos de números corresponden al tomo y folio donde está almacenada la constancia de nacimiento del ciudadano en cuestión, de acuerdo al orden cronológico con que se haya inscrito a las personas, por lo que las cédulas de las personas mayores tienen menos dígitos.
Además, debe ser mostrado para ingresar a establecimientos prohibidos para menores de edad (tales como bares, clubes nocturnos o ciertas películas en el cine, o para adquirir cigarros o bebidas alcohólicas, si existe duda sobre la edad de la persona), y para ejercer el derecho al sufragio.
Contrario a lo que a veces se piensa, puede ser solicitado por las autoridades (por ejemplo, para comprobar el registro criminal de alguien) pero no puede ser retenido, ni retirado bajo ninguna circunstancia (exceptuando que se le retire la ciudadanía a alguien que la haya adquirido violando el debido proceso o infringiendo la ley del país).

### Ecuador
La Cédula de Identificación es el documento nacional de identidad en Ecuador antiguamente llamado cédula de ciudadanía y coloquialmente llamado "Cédula".

### El Salvador

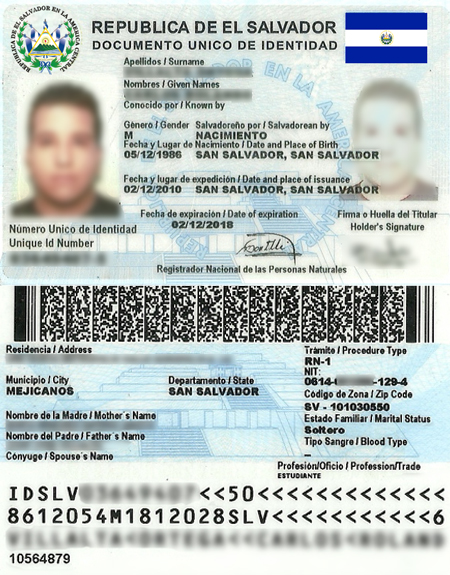
Documento de Identidad de la República de El Salvador.

El 1 de noviembre de 2001, el Documento Único de Identidad (DUI) sustituyó a la Cédula de Identidad Personal (CIP) y al Carné Electoral. La ley salvadoreña define al DUI como el documento oficial, suficiente y necesario para identificar fehacientemente a toda persona natural, salvadoreña, en todo acto público o privado, tanto dentro del país, como en el extranjero, cuando dichos actos surtan efectos en El Salvador, igualmente es el único documento utilizado para ejercer el sufragio. El DUI, es de uso obligatorio en todo el territorio nacional, para todo salvadoreño mayor de edad, teniendo una vigencia de cinco años, a partir del mes de su emisión. La emisión y renovación del DUI, deberá solicitarse en el mes de nacimiento del solicitante. El Registro Nacional de las Personas Naturales (RNPN), es la entidad responsable del registro, emisión y entrega del DUI.
El DUI es un carné de 8,5 cm de ancho por 5,5 cm de largo, en su cara frontal consta la siguiente información: número único de identidad, fecha de vencimiento, fotografía del titular, nombres y apellidos, tipo de nacionalidad, sexo, lugar y fecha de nacimiento, lugar y fecha de expedición, firma del titular y firma del registrador nacional de las personas naturales. En la parte posterior se encuentra: la dirección residencial, profesión/oficio, estado familiar, nombre del cónyuge, tipo de sangre, tipo de trámite, código de zona de votación y una codificación especial para lectores láser la cual contiene la misma información legible en el documento, así como también otra adicional como nombres de los ascendientes legales del titular, donación de órganos, etc.
En noviembre de 2006, el parlamento salvadoreño aprobó una prórroga a la vigencia del DUI, hasta el 31 de diciembre de 2009, aun cuando el DUI presente ya su fecha de vencimiento, mediante Decreto Legislativo Nº 146, del 16 de noviembre del 2006, publicado en el Diario Oficial Nº 220, Tomo Nº 373, del 24 de noviembre del 2006.
En El Salvador circular con un DUI vencido o no haberlo renovado durante la fecha de cumpleaños es sinónimo de falta de identidad, debido a que sin este documento no puedes realizar procedimientos cuyos requisitos son un DUI que se encuentre vigente.
Ejemplo de No. de DUI: 00000000-0

### Guatemala
El Documento Personal de Identificación o DPI es un documento público, personal e intransferible de carácter oficial en Guatemala el único documento de identificación para todos los actos civiles, administrativos y legales de todo ciudadano guatemalteco o todo aquel extranjero que resida en el país, también es el documento que identifica al ciudadano cuando emite su voto. Desde el nacimiento de la persona se asigna un Código Único de Identificación (CUI) que se mantendrá invariable hasta el fallecimiento de la persona y este número se incluye en dicho documento.
La portación del Documento Personal de Identificación es obligatoria para todos los guatemaltecos y extranjeros domiciliados.
Se creó en 2009 por la necesidad de tener una normativa jurídica para regular lo relativo a la documentación personal, para adaptarla a los avances tecnológicos. El documento anterior, la cédula de vecindad, fue creado en 1931 pero debido a que era hecha en papel y escrita a mano, no se efectuaban controles sobre su expedición debido a que cada municipio lo debía emitir, lo que facilitaba su falsificación y además era de fácil deterioro.

### Honduras
El Documento Nacional de Identificación (DNI) en Honduras es conocido como ese documento que identifica a los ciudadanos del país y es el único válido para realizar procedimientos legales. Se debe procesar a partir de la edad de 18 años.

### México

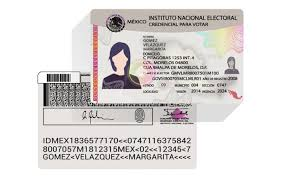
Credencial para votar con fotografía, popularmente conocida como INE y antes IFE.

En México, la Clave Única de Registro de Población (CURP) es el documento de identidad oficial, y cuenta con ella la mayor parte de la población. Una de sus características es que cada ciudadano tiene una clave única e irrepetible. Sin embargo, no cuenta con una tarjeta con fotografía, sino que consiste solamente en una constancia de inscripción con los datos del ciudadano. La clave se inscribe después en diversos documentos como el pasaporte o el acta de nacimiento, la credencial del Seguro Social IMSS, la credencial de elector utilizada en México y la licencia de conducir. La constancia de la CURP no cuenta con fotografía y en la vida diaria no se utiliza como identificación oficial, pues no tiene una función útil más allá de identificar al ciudadano con datos básicos (nombres, fecha y estado de nacimiento).
Existe también otro tipo de documento que (aunque no es oficialmente uno de identidad) funciona y es aceptada para tal fin: una tarjeta de votar, conocida como Credencial para votar o Credencial de elector. Este documento es expedido por el Instituto Nacional Electoral, de siglas INE (al inicio nombrada como Comisión Federal Electoral y después Instituto Federal Electoral; más conocida por la sigla IFE), un organismo público autónomo encargado de contabilizar y registrar los votos en las elecciones. Las siguientes reglas de uso la han convertido en un documento fiable y de acceso múltiple a muchos usos: 
- Se otorga a los 18 años, por lo que es prácticamente el primer documento para probar la mayoría de edad;
- Al tener el domicilio legalmente definido del propietario para asignación de casilla para votar, es ampliamente aceptada y requerida obligatoriamente como documento para identificarse por parte de entidades públicas y privadas; por lo que oficia también como comprobante de domicilio, incluso llegando a remplazar el recibo de algún servicio (agua, electricidad, televisión paga, entre otros); y
- Se obliga a que el documento sea renovado, debido a que posee una clave que identifica al ciudadano como miembro elector del padrón de votos, lo que lo hace un elemento proporcionalmente actualizado por temporadas: la renovación en sí debe hacerse cada diez años o en cada cambio de domicilio, según lo que ocurra primero.

La tarjeta incluye los siguientes elementos, que la hacen un documento confiable en cualquier trámite:
- Foto del propietario.
- La huella dactilar, tomada de los dedos pulgares del propietario.
- Imágenes holográficas para impedir falsificaciones: incluye el nombre del propietario a modo de marco; el logo de la organización; una fotografía en degradado difícil de imitar; un mini-mapa de México capaz de cambiar de color y un sello que solo cambia con luz ultravioleta.
- Información detallada del domicilio del portador; incluyendo domicilio, código postal, colonia y ciudad relacionadas con el propietario.
- Código identificador CURP.
- Clave única de elector, que lo define de otros usuarios con nombres similares,
- Distrito asignado para votar, y
- Registro de las elecciones en que se ha participado.

El gobierno mexicano autorizó el Registro Nacional de Población (Renapo) para la creación de una base de datos de todos los mexicanos y después empezar a emitir una cédula de identidad ciudadana, la cual tendrá el carácter de obligatorio para todos los ciudadanos sin importar su edad. De acuerdo al compromiso XII del Acuerdo Nacional por la Seguridad, la Justicia y la Legalidad, emitido en 2008, la Secretaría de Gobernación tenía previsto establecer dicha cédula de identidad en un plazo de tres años a partir de 2011. Inicialmente, solo los niños tenían acceso a esta nueva Cédula de Identidad, pero el proyecto fue cancelado en el 2015 y se dejaron de expedir las Cédulas de Identidad y las ya existentes fueron invalidadas. En diciembre del 2020 la Cámara de Diputados aprobó la creación de la nueva Ley General de Población, Movilidad Humana e Interculturalidad, brindado con ella la creación de la Cédula Única de Identidad Digital que será el documento oficial de identificación para todos los mexicanos residentes en el país o en el extranjero. La Cédula será emitida por la Secretaría de Gobernación, esta va a ser disponible sin costo alguno en todo dispositivo electrónico, y deberá contener datos como nombres, apellidos, CURP, fecha de nacimiento, lugar de nacimiento, nacionalidad y datos biométricos. Una vez más el "Renapo" tiene previsto un plazo de 3 años para que la Cédula Única de Identidad Digital sea disponible para todos los mexicanos.

### Panamá
La Cédula de Identidad Personal (C.I.P.), en un documento de identidad otorgado por el Tribunal Electoral. Es un documento único de identificación personal obligatorio para actos comerciales, civiles y policiales en la República de Panamá.
Al principio de los 1900 ya había sido definido como la certificación fundamental del ciudadano, el número de documento de identidad. Los antecedentes sobre los Derechos Políticos en Panamá los encontramos en la Constitución Política de la República de Panamá de 1904 que dedicó 3 artículos a dichos derechos. No obstante, transcurrieron dos elecciones populares (1912 y 1916) para que aparecieran las primeras señales concretas sobre la identificación ciudadana.
En materia de cedulación tenemos registrado, para la historia panameña, que el 22 de agosto de 1916, a través de la Ley 1 que data de las postrimerías de la presidencia del Dr. Belisario Porras, se adoptó el código administrativo, que contiene un título dedicado al tema de las elecciones y en el cual se introduce el uso de la cédula de ciudadanía con fotografía para poder votar, la cual es solicitada ante el juzgado municipal de la residencia del ciudadano para cada elección. Tres años después en 1919 se producen importantes cambios, referentes a la Cédula de Identidad Personal, llevándola a 8 años de validez con el correspondiente potencial para que el panameño pudiera acudir a las urnas en más de una elección.
En 1919 la cédula de identidad personal es introducida como documento de carácter permanente que sirve para la identificación de las personas en cuyo favor han sido expedidas y para acreditar el goce de los derechos políticos.
En los años veinte, cerca del primer cuarto de siglo, las cosas cambian nuevamente y la Cédula de Identidad Personal, solamente es legalizada para acudir a las urnas una sola vez, ya que al ejercer el sufragio debían ser entregadas y anuladas en la mesa de votación, y esta labor le corresponde al jurado de dicha mesa.
En 1931 se establece legalmente el doble uso para la cédula de identidad, es decir, para el sufragio como medio permanente y para todos los fines legales. La historia política panameña ha venido ligada a la estratégica cédula para poder votar.
Hay que destacar que a esta altura se mantuvo mediatizada a la mujer quien no podía votar. La Ley 89 de 7 de julio de 1904, restringía el derecho al voto de la mujer en las elecciones directas de Consejos municipales y diputados, restringiendo de esta manera el voto de la mujer. La primera mitad del siglo de la historia panameña estuvo plagada de leyes que con lenguaje distinto terminaban en un denominador común, la denegación del voto de la mujer panameña durante toda esta época. La cédula solo sirvió a las panameñas para identificarse.
La ley 28, del 27 de noviembre de 1934, siendo Presidente de la República el doctor Harmodio Arias Madrid, creó y reglamentó las disposiciones sobre la expedición de la Cédula de Identidad Personal. La expedición de cédulas comenzó el 1º de enero de 1935 (cédula de librito) para los ciudadanos panameños y todos los extranjeros domiciliados legalmente en la república, a la edad de 21 años. La Ley 28 no contempló la expedición de cédulas a las mujeres panameñas o menores emancipados o habilitados de edad. Posteriormente, bajo la presidencia del Dr. Arnulfo Arias Madrid, se promulgó la ley 83 del 1º de julio de 1941.
Para los panameños de uno y otro sexo, si eran mayores de edad, o menores emancipados o habilitados de edad y extranjeros, la cédula de identidad personal era expedida por el Registrador General del Estado Civil, debidamente autorizado por el Ministerio de Gobierno y Justicia.
La Ley 98, del 5 de julio de 1941 señalaba: «La panameña de 21 años cumplidos que posea un diploma universitario o tenga formación profesional, normal de enseñanza secundaria, podrá votar y ser elegida en las entidades provinciales.» Esta exigencia era solo para las mujeres, ya que los varones, independientemente de su nivel cultural, gozaba de plenos derechos políticos.
La Constitución de 1946 saca del ostracismo de manera final y taxativa el ejercicio de los derechos fundamentales de la mujer panameña. En 1956 con el Acto Legislativo Nº 2 del 16 de febrero, ratificado por la siguiente legislatura que lo convirtió en Acto Legislativo Nº 2 del 24 de octubre, adoptando lo siguiente:
- Prohibición de cualquier acto que impida o dificulte a un ciudadano obtener su Cédula de Identidad Personal
- La creación del Tribunal Electoral, como se conoce hoy.
- Funciones de jurisdicción penal electoral y la participación en los trámites de solicitudes de naturalización
- Se le encomienda constitucionalmente la responsabilidad de la Cedulación.

El 30 de octubre de 1956 se promulgó, en la Gaceta Oficial, el acto legislativo Nº 2, ratificado por la Asamblea Nacional de ese entonces, en virtud del cual se reformó la Constitución Política de 1946 y se creó el Tribunal Electoral, independientemente del órgano ejecutivo.
La Ley 18, del 29 de enero de 1958, funda la Dirección General de Cedulación y reglamenta la expedición de la Cédula de Identidad Personal. En dicho año, siendo Presidente de la República Don Ernesto de la Guardia se ordenó cedular a panameños y extranjeros domiciliados en panamá y se estableció que la cedulación era gratuita. Se tomaron las huellas dactilares y se condicionó la expedición de la cédula a panameños a la existencia e inscripción de la respectiva partida de nacimiento en el Registro Civil. En 1958 también, se estableció multa para quien no obtuviera la cédula después de haber llegado a la mayoría de edad y se puso un límite de tres meses. La retención ilegal de las cédulas tuvo arresto de uno a seis meses.
El Decreto número 53, del 29 de julio de 1958 reglamentó la confección y expedición de la cédula y el artículo 9º del mismo decreto reglamento la numeración de la cédula de la siguiente manera:
- Para los ciudadanos panameños por nacimiento se usa el número clave de la provincia de nacimiento del solicitante, seguido del tomo y asiento en que aparece inscrito en el registro civil. (8-926-1601).
- Los panameños nacidos en el extranjero llevaran las letras (PE), seguidas del tomo y asiento en que aparece inscrito en el Registro Civil. (PE-5-687).
- Los panameños naturalizados llevaran la letra (N), seguida del tomo y asiento en que aparece inscrita la carta de naturaleza definitiva en el Registro Civil. (N-19-473). Para los extranjeros legalmente domiciliados en el país, se usará la letra (E), seguida del número de clave de la provincia donde se originó la solicitud y finalmente el número de orden de entrada de la solicitud. (E-8-74258).

La Dirección Nacional de Cedulación está regida por la ley 108 de 8 de octubre de 1973 por la cual se dictan las disposiciones sobre la expedición de cédulas de identidad personal (cédulas en colores).
- La cédula de identidad personal constituye el documento auténtico respecto a la identidad personal de su dueño.
- La cédula de identidad personal deberá ser obtenida, portada y exhibida ante los servidores públicos y presentada ante las diligencias civiles, judiciales o administrativas.

Tienen derecho y obligación de portar cédulas de identidad personal:
- Panameños mayores de 18 años, los menores emancipados o habilitados de edad.
- Los nacidos en el extranjero, mayores de 18 años adoptados por nacionales panameños que los sean al momento de la adopción.
- Los extranjeros menores de 18 años legalmente domiciliados en Panamá.
- Los menores de edad mayores de 12 años.

La Cédula de Identidad Personal llevara impresa en colores la bandera nacional y como membrete «República de Panamá», además contendrá los siguientes datos:
- Número de la cédula (8-430-70) 8 - La Provincia; 430 - El Tomo; 70 - Partida o Asiento
- Nombre completo como aparece inscrito en el registro civil y usual del portador cuando así lo ha demostrado.
- Sexo
- Fecha de nacimiento de acuerdo con la inscripción del registro civil.
- Lugar de nacimiento
- Firma del portador, en caso de que no sepa escribir un testigo lo hará a ruego
- Facsímil de la firma del director general de cedulación.
- Fotografía en colores del interesado.
- Condición de nacional o extranjero.
- Fecha de expedición y expiración.

Durante la Pandemia de COVID-19 en Panamá las autoridades del Ministerio de Salud y el Ministerio de Seguridad Pública determinaron que durante la Cuarentena Nacional de Panamá de 2020 el abastecimiento de alimentos por familia debía realizarse según un horario determinado por el número de documento de identidad y por el sexo, así también el 1 de mayo de 2020, Panamá se convirtió en el primer país Latinoamericano en utilizar la cédula de identidad personal como tarjeta de débito para la ayuda gubernamental del Plan Panamá Solidario del Gobierno de Panamá.

### Paraguay
En Paraguay se denominan «Cédula de Identidad Civil» abreviados C.I.C o C.I, que son documentos identificatorios de cada persona de todos los paraguayos naturales y naturalizados, acompañados de un número y prontuario únicos de uso administrativo, expedidos por la Policía Nacional del Paraguay, con una renovación de cada diez años. Siendo un requisito obligatorio para prácticamente todos los ámbitos sociales (educación, trabajo, antecedentes, portación de bienes inmuebles, etc). Por la Ley 222/93, «Orgánica de la Policia Nacional», considerando que el artículo 6° numeral 11 de la Ley 222/93 «Orgánica de la Policia Nacional», establece como atribuciones de la Institución, expedir la Cédula de Identidad Civil, Pasaporte y Certificado de Antecedente Policial.
Modesto Hidalgo fue el primer paraguayo en contar con una cédula de identidad, es decir, tuvo el Nº 1. Su documento fue emitido el 21 de enero de 1924. En ese entonces existía la Sección de Identificación en las comisarías Primera, Segunda y Tercera, que había sido creada por resolución de la Jefatura de Policía el 19 de enero de 1921. Pero recién en enero de 1924 comenzó la expedición de la denominada cédula de identidad policial que, del 1 al 15 000 coincidían con los números de Prontuario Policial.  En 1936 se estableció la obligatoriedad de la Cédula de Identidad Nacional para todos los extranjeros radicados en el país.
A partir del número 15 000 y casi llegando a los 3 millones, ya no hubo coincidencia entre número de cédula y número de prontuario. Pero los documentos más contemporáneos sí llevan un número único para cédula y prontuario. En Paraguay se expiden anualmente alrededor de 900 000 cédulas (180 000 de los cuales son por primera vez). Actualmente las cédulas superan los 8 000 000 expedidas, y poseen los nombres, apellidos, sexo, foto (carné), firma, lugar y fecha de nacimiento y otros códigos de seguridad. Algunos de los requisitos son presentar el certificado de nacimiento y la copia del libro de acta de inscripción del Registro Civil. La toma de huellas dactilares y firmas son hoy día digitalizadas a través de sistemas informáticos preparados para ello.

### Perú
De conformidad con las disposiciones de la Constitución Política del Perú, para el ejercicio de la ciudadanía se requiere estar inscrito en el Registro Electoral del Perú y obtener el Documento Nacional de Identidad (antes Libreta Electoral), el que, conforme a ley, es el título para emitir el voto y a la vez el documento identificatorio.
Se recuerda asimismo que, de acuerdo con las disposiciones de la ley peruana en materia electoral, los ciudadanos peruanos cuyas edades se encuentren entre los 18 y los 65 años, tienen el derecho y la obligación de votar en los procesos electorales que tengan lugar en el Perú, inclusive los residentes en el extranjero.
Se emite para todos los nacidos en el país desde su respectiva fecha de nacimiento, en color marrón claro (algo anaranjado), al cumplir los 17 años cambia de color (azulino), todos los peruanos deberán obtener su DNI presentando su Acta de nacimiento original, en cualquier oficina del RENIEC. En el caso de residir en el extranjero, este trámite deberá realizarse a través de su respectiva Sección Consular. En ambos casos, una vez se obtenga el nuevo documento de identidad, deberá inscribirse obligatoriamente en las oficinas de Registro Militar según lo dispuesto en la Ley N° 29248 - Ley del Servicio Militar.
A partir del 15 de julio de 2013 el RENIEC empezó a emitir el DNI electrónico, que reemplazará gradualmente al DNI actual. Cuenta con un certificado digital insertado en un chip, que permite a las personas naturales firmar digitalmente documentos electrónicos con la validez legal que la misma firma manuscrita.
La validez de este nuevo DNI-e sería de ocho años. En 2024 se indicó que se dejará de emitir progresivamente el DNI azul y amarillo, a largo plazo, para dar paso al DNI Electrónico de manera universal.
Entre las ventajas del DNI electrónico, pueden destacarse las siguientes:
- Aumentar la seguridad del DNI y reducir los casos de suplantación y de fraude.
- Firmar documentos electrónicamente sin necesidad de encontrarse físicamente, lo cual permitirá ahorrar gastos de viajes y viáticos al ciudadano, cuando requiera realizar trámites fuera de su localidad.
- Acceder a diversos servicios (estatales o privados) las 24 horas del día, los 365 días del año y desde cualquier parte del mundo, mediante la internet.
- Ejercer el voto electrónico remoto (cuando se apruebe e implemente este mecanismo).
- Dar cumplimiento al D.S. N°052-2008-PCM, Reglamento de la Ley 27269 (modificada por la Ley Nº 27310)[18] que regula la utilización de la firma digital otorgándole la misma validez y eficacia jurídica que la firma manuscrita u otra análoga.

#### Validación del dígito verificador
Con la finalidad de evitar errores de digitación se calcula un dígito verificador que se encuentra a continuación de los 8 dígitos principales. Es común que las aplicaciones web públicas soliciten el ingreso de este dígito. El algoritmo de cálculo para el dígito de validación está basado en Modulo 11, existe al menos una implementación pública de este algoritmo.

### República Dominicana
La Cédula de Identidad y Electoral de la República Dominicana es una identificación nacional que también se utiliza para votar tanto en las papeletas presidenciales como en las del Congreso. Cada Cédula de Identidad y Electoral tiene su número de serie único compuesto por el serial del municipio de residencia actual, un número secuencial más un dígito de verificación. Este documento nacional de identidad se expide a todos los residentes legales mayores de edad. Generalmente se requiere para validar solicitudes de empleo, contratos legalmente vinculantes, documentos oficiales, compra/venta de bienes raíces, apertura de una cuenta bancaria personal, obtención de una licencia de conducir y similares.

### Uruguay

Cédula de identidad electrónica de Uruguay (parte anterior).

La Cédula de Identidad de Uruguay es otorgada por el Ministerio del Interior y la Dirección Nacional de Identificación Civil (D.N.I.C.). Es obligatorio y fundamental para realizar trámites varios ya sea a nivel gubernamental o privado.
El documento es obligatorio para todos los habitantes de Uruguay, sean ciudadanos naturales y legales, o extranjeros residentes en el país, incluso para los niños a partir de los 45 días de nacidos, el trámite tiene un valor en unidades reajustables a cargo del ciudadano.
La cédula de identidad uruguaya no da derecho al voto y para ello se requiere la credencial cívica.
Hasta 2015 fue expedido un cartón plastificado de 9 cm de ancho por 5 cm de alto aproximadamente, donde predomina el color celeste, mostrando en su centro la Bandera de los Treinta y Tres Orientales, con la inscripción «Libertad o Muerte». En el dorso aparece la foto del dueño, el número asignado por la D.N.I.C. (que incluye un autogenerado o dígito de verificación), nombre completo junto a apellidos y firma del correspondiente (o constancia de no saber o no poder firmar).
En el reverso aparece la nacionalidad, la fecha de nacimiento, fecha de la expedición del documento y la fecha de vencimiento del mismo (habitualmente 10 años después de la fecha de expedición, aunque si se expide luego de los 70 años de edad, es vitalicia y para los niños la validez es de cinco años). También se encuentra la huella digital del pulgar derecho y observaciones si correspondieren. Desde 2010 también cuenta con otras medidas extra como una foto en blanco y negro, y un código de barras.
Es utilizado en todos los trámites, desde compras con tarjeta de crédito a cualquier validación de identidad, comprobación de edad, etc.
En 2015, la Cédula de Identidad de Uruguay cambia y pasa a tener otras medidas de seguridad y control. Los cambios son: firma digital, dos chips uno con contacto y otro sin contacto, el nuevo documento electrónico está confeccionado en policarbonato.Las nuevas dimensiones son 8,5 cm de ancho por 5,4 cm de alto.

### Venezuela

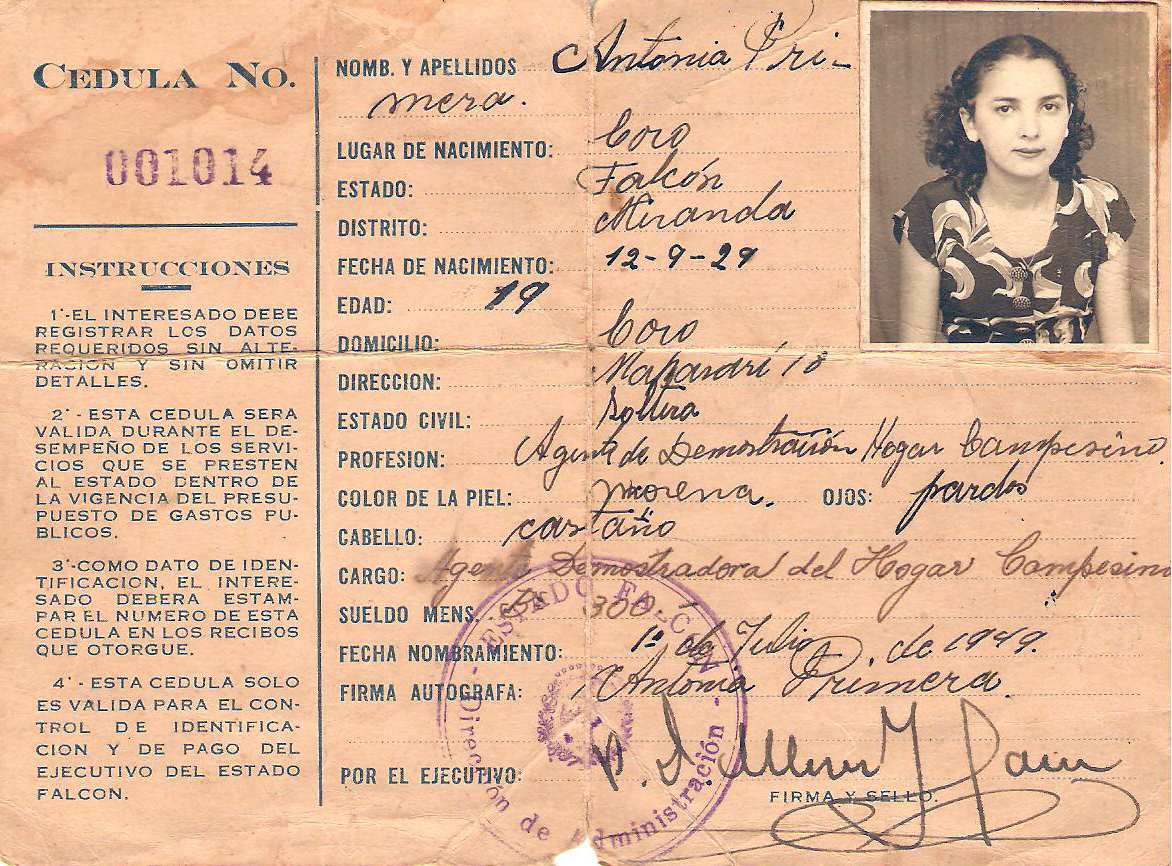
Antigua Cédula de Identidad en Venezuela

El 3 de noviembre de 1942 la primera cédula de identidad emitida con el número 0001 fue entregada al presidente de la República Isaías Medina Angarita.
El documento de identidad venezolano es procesado actualmente por el Servicio Administrativo de identificación, Migración y Extranjería (SAIME) (antes Oficina Nacional de Identificación y Extranjería (ONIDEX), primeramente DIEX), organismo dependiente del Ministerio del Poder Popular para Relaciones Interiores, Justicia y Paz.
Por tratarse de un documento de vital importancia para cualquier ciudadano, el gobierno nacional inicia un plan de cedulación a lo largo de todo el país (Misión Identidad), creando un sistema automatizado en donde estos documentos son impresos en computadoras en menos de 5 minutos, haciendo grandes avances en el proceso de cedulación para toda la población pero reduciendo significativamente la seguridad y calidad del mismo. Para enero del 2010, se han cedulado a más de 27 millones de venezolanos. El sistema automatizado, no obstante, solo reconoce los primeros 20 millones[cita requerida].
En Venezuela, como en los demás países, la C. I. posee los nombres del titular, su fecha de nacimiento, su estado civil, número de identificación, entre otros. La misma puede ser obtenida por todo ciudadano venezolano que la solicite, a partir de los nueve años de edad, presentando su partida de nacimiento. Este documento solo puede ser solicitado en el país, por lo cual los ciudadanos nacidos en otros países o residentes de otros países deben viajar al mismo y esperar entre 30 y 90 días para su recepción.
Actualmente se expide inmediatamente después de haber tomado todos los datos de la persona a cedular. Antiguamente se expedía un documento provisional llamado comprobante hasta obtener la cédula laminada.

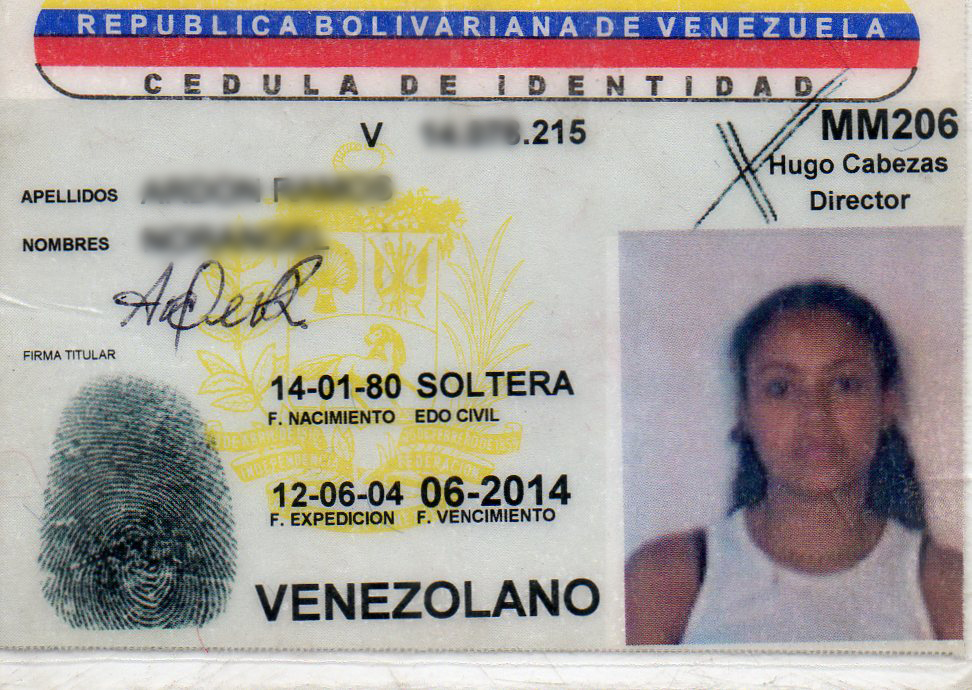
Cédula de Identidad Venezolana.

En la parte superior y en todo lo ancho de la cédula, está impreso el tricolor nacional con cuatro franjas: amarilla, azul, roja y blanca. Dentro de la franja azul, en letras blancas, aparece el texto «República Bolivariana de Venezuela» y en la franja blanca con letras negras aparece el texto «Cédula de Identidad». Hasta el año 2000 poseía dos franjas: una verde con el texto en blanco «República de Venezuela» y una azul con el texto «Cédula de Identidad».
A lo ancho y debajo del tricolor nacional aparece el número de la serie de la cédula. En el extremo superior derecho, el número de la oficina expedidora y, debajo de ésta, la firma del director general del SAIME, así como su nombre y cargo. Debajo de la firma del director general del Servicio Administrativo de Identificación, Migración y Extranjería está impresa la fotografía de la persona identificada.
En el lado izquierdo aparecen los datos del cedulado incluyendo su firma, y debajo de ésta la huella digital del pulgar derecho. A lo ancho, entre la huella y la fotografía los datos de la fecha de nacimiento, estado civil, fecha de expedición y fecha de vencimiento. En la parte inferior central e impreso en texto negro, se encuentra la categoría: «venezolano» o «extranjero».
La cédula para el venezolano presenta un fondo gris sobre el cual está impreso en amarillo, el escudo de la República Bolivariana de Venezuela. La cédula para el extranjero presenta un fondo de color ocre y no tiene impreso el escudo de la República Bolivariana de Venezuela.
En todos los casos, en el reverso de la cédula está impreso el escudo de la República Bolivariana de Venezuela con tinta invisible de color amarillo que reacciona a la luz ultravioleta de 254 nanómetros de longitud de onda.
En diciembre de 2011 el SAIME realizó cambios en el documento, actualizando el Escudo Nacional al vigente de 2006, aumentando la intensidad del color amarillo, reforzó el plástico y sobre el mismo sale el logo del SAIME y la leyenda Nuestra Identidad es Nuestra Fortaleza. Además en la parte posterior de la Cédula se inscribe un codígo de control.
En la actualidad se espera que el Gobierno por medio del SAIME pondrá en circulación la nueva cédula de identidad electrónica, la primera en su tipo en América Latina [cita requerida], que tendrá incorporado un chip RFID donde estarán almacenados todos los datos del ciudadano, en un sistema aún más avanzado que el implementado en Brasil. Actualmente, el pasaporte venezolano tiene dichas características siendo el único en este tipo en América Latina, y hace posible el almacenamiento del perfil biométrico del titular.
Se puede sacar el documento venezolano para niños, niñas y adolescentes de 9 a 20 años.
Este documento es imprescindible al momento de ejercer el derecho al voto en procesos electorales. También es solicitado por las autoridades policiales en operativos de seguridad y es igualmente indispensable para trasladarse dentro del territorio nacional.

## América del Norte

### Estados Unidos de América

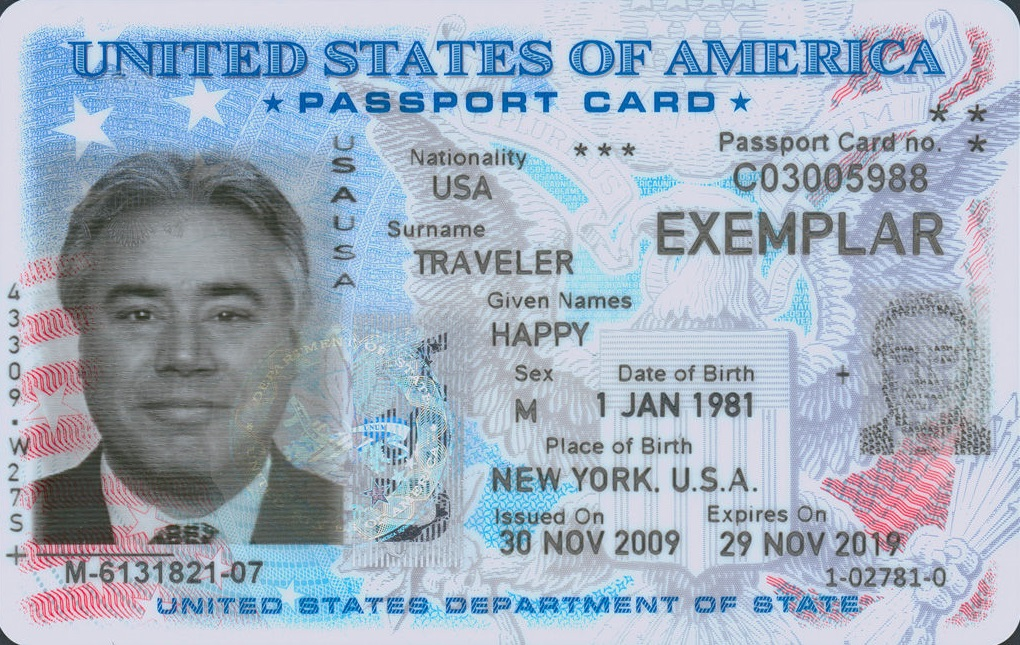
Tarjeta Pasaporte de EE.UU.

En los Estados Unidos, la tarjeta pasaporte (Passport Card) actúa como el carné de identidad nacional de facto. Con formato de tarjeta de crédito, puede servir como identificación federal, ya que indica la nacionalidad de la persona y el código internacional de los Estados Unidos de América (USA), pudiendo ser incluso utilizada para el transporte aéreo dentro de dicha nación. Los gobiernos estatales y de las dependencias estadounidenses (incluyendo el Distrito de Columbia) emiten documentos de identidad a sus residentes. Comúnmente, los carnés de conducir suelen ser los documentos empleados cuando se trata de propósitos de identificación, como en la compra de alcohol y tabaco, apertura de una cuenta bancaria y embarque en aviones.
El 11 de mayo de 2005, los Estados Unidos aprobó una norma titulada REAL ID Act, que compele a los estados a iniciar el rediseño de sus carnés de conducir a más tardar diciembre de 2009 para cumplir con los estándares de seguridad federales. Las agencias federales pueden rechazar tarjetas o carnés que no cumplan dicha norma, lo que hace necesario para los ciudadanos el tener una tarjeta aprobada federalmente si quieren acceder a cualquier lugar, desde aviones hasta parques nacionales o tribunales.
Otros documentos oficiales, como el pasaporte y la tarjeta de seguro social, también son utilizados para el mismo fin que las tarjetas de identificación y los carnés de conducir.

## Europa

### Alemania

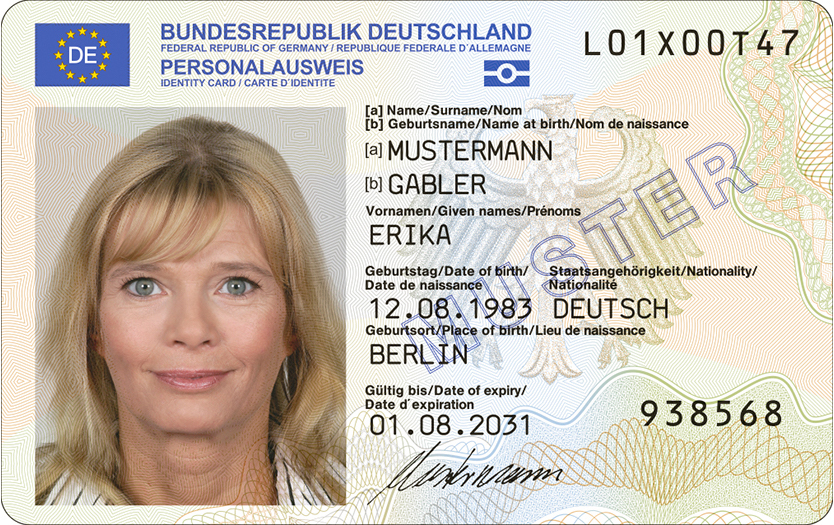
Personalausweis alemán.

Es obligatorio que todos los ciudadanos alemanes de 16 años o más posean un Personalausweis - es decir, un Documento de Identificación - o un pasaporte. Aunque la policía tiene el derecho de exigir ver uno de estos documentos, la ley no especifica que se esté obligado a presentarlos en ese mismo momento.
Desde noviembre de 2010, se emplea el documento de identidad electrónico o Elektronischer Personalausweis.

### Bélgica

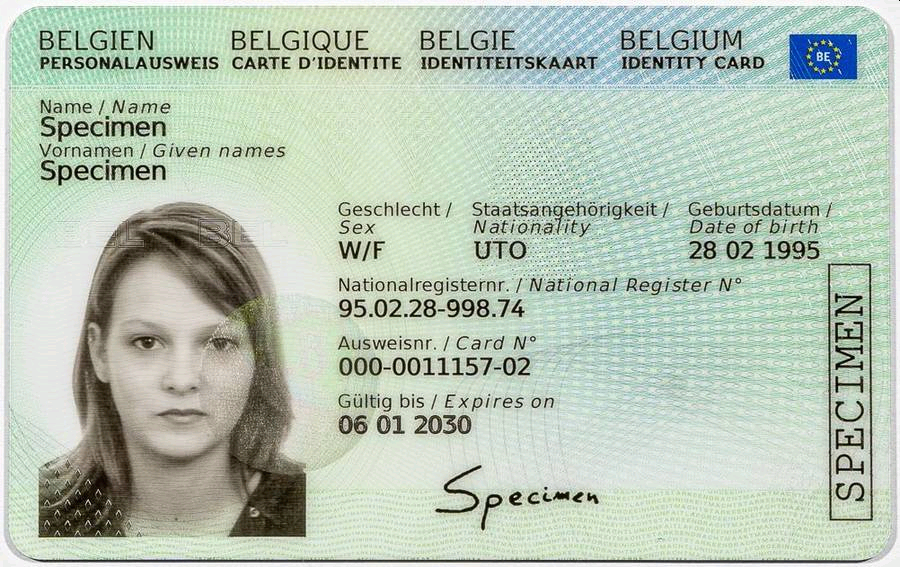
identiteitskaart (en neerlandés).

En Bélgica, se emite un documento de identidad para cada residente mayor de 12 años, llamado Identiteitskaart (en neerlandés), Carte d'identité (en francés) o Personalweiss (en alemán) y a la edad de 15 años, es obligatorio llevar esta tarjeta en todo momento. Los extranjeros que residen en Bélgica, deben presentar una Carte pour étrangers (en francés) o Vreemdelingenkaart (en neerlandés), aunque también pueden hacer uso del pasaporte, un permiso de trabajo o un permiso de residencia (temporal).
Desde 2000, todos los documentos de identidad nuevos tienen un chip (documento de identificación electrónico). Desde principios de 2009, la tarjeta de extranjero antes mencionada también ha sido sustituida por una tarjeta de identificación electrónica. Las tarjetas de identidad electrónica se puede utilizar tanto en el sector público y privado para la identificación y para la creación de la firma electrónica legalmente vinculantes.

### Chipre
El documento de identidad chipriota se expide a los ciudadanos de Chipre. El documento es válido durante 10 años (5 años para los menores de 18 años) desde el momento de su emisión. Desde febrero de 2015 se comenzaron a emitir los primeros carnets de identidad biométricos. A partir del 17 de agosto de 2020, el Departamento de Registro Poblacional y Extranjería de Chipre comenzó a emitir carnets con nuevas medidas de seguridad y cumpliendo la normativa europea e internacional.

### España

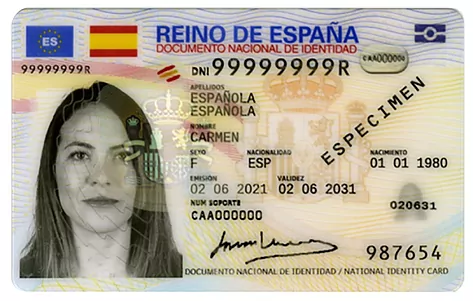
Parte anterior del documento nacional de identidad de España.

La denominación oficial es documento nacional de identidad (DNI), también ocasionalmente denominado carnet de identidad. Se trata de una tarjeta plastificada o de policarbonato donde se detalla el nombre y apellidos del titular, fecha de nacimiento, dirección, sexo, nombre de los ascendientes legales del titular, dirección de residencia, municipio y provincia de nacimiento, y contiene una fotografía (tamaño 32 por 26 milímetros, con fondo uniforme blanco y liso, tomada de frente con la cabeza totalmente descubierta y sin gafas de cristales oscuros o cualquier otra prenda que pueda impedir o dificultar la identificación de la persona) y un número de identificación formado por ocho cifras más una letra de control. La fotografía aparece en color en los DNI expedidos hasta 2006. Desde 1976 es obligatorio a partir de los 14 años, aunque puede solicitarse desde la inscripción del menor en el Registro Civil. Generalmente se denomina número de identificación fiscal (NIF) a esta combinación de números y letra, y DNI incorrectamente solo a los números (pues el NIF y el número de DNI son el mismo número, y ambos incluyen la letra).
El DNI es suficiente para viajar e inscribirse como residente en los países miembros de la Unión Europea. También sirve para viajar a Islandia, Liechtenstein, Noruega y Suiza (firmantes del Acuerdo de Schengen) y otros países europeos como Andorra, Mónaco, o San Marino.
El DNI se expide en las oficinas del Cuerpo Nacional de Policía. Cada oficina de expedición recibe un lote de números que va asignando de forma correlativa a su petición. Cuando este lote se termina recibe un lote nuevo. Otra leyenda urbana, es la cifra que aparece al final de la segunda línea, en la parte posterior del documento, se le vinculaba con el número de personas que tenían mismo nombre y apellidos que su portador, algo totalmente falso, ya que dicha cifra es un dígito de control resultante de un algoritmo utilizado por el sistema informático que crea el documento. Hasta los 30 años, el DNI tiene validez de 5 años. De los 30 a los 70 años, tiene validez de 10 años, siendo permanente a partir de los 70 años.
En cuanto a la unicidad de la numeración de estos documentos la administración encargada de su gestión vela por la asignación de números únicos. No obstante, desde la creación de este documento en España, se han producido diferentes situaciones que han derivado en la asignación de un mismo número a múltiples ciudadanos. Así para el año 1992 había en España unos 200.000 ciudadanos con un número de DNI no único[cita requerida]. El hecho de que este número no sea único es bien conocido en las profesiones relacionadas con las bases de datos informatizadas, en donde no se utiliza este campo como identificador único pues existen colisiones (números repetidos)[cita requerida].
Para obtener un DNI es necesario tener la nacionalidad española. Los extranjeros residentes legalmente en España poseen una tarjeta de características similares pero en tonos azules, denominada Tarjeta de Identidad de Extranjero, donde consta un Número de Identificación de Extranjeros o NIE.
No es obligatorio llevar siempre el DNI consigo, pero el ciudadano tiene la obligación de identificarse ante cualquier agente de la autoridad que así lo requiera, pudiendo hacerse esta identificación con cualquier otro documento que satisfaga al agente (pasaporte, libro de familia, etc.). Si bien, si no se puede realizar esta identificación de forma satisfactoria, los agentes pueden requerir al ciudadano que les acompañen a dependencias donde sea posible practicar las diligencias necesarias para su segura identificación. Negarse a identificarse ante un agente de la autoridad o negarse a hacer voluntariamente dichas diligencias, podría ser constitutiva de infracción administrativa, o en su caso, infracción penal del artículo 556 del Código Penal.

#### Historia

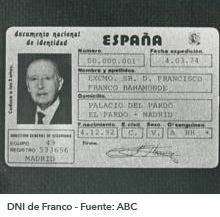

En el año 1944, Francisco Franco decidió crear un documento que identificara a todos los españoles, inspirado en la orden del Gobierno de Vichy que hizo obligatoria la carta de identidad para todos los franceses a partir de 1943, aunque en España no fue hasta 1951 cuando se pudo comenzar a expedir el DNI. El general Franco se reservó el primer número del DNI, el número 00.000.001. A su esposa, Carmen Polo, se le asignó el 2, y su hija, Carmen Franco recibió el número 3. Actualmente se compone de 8 dígitos, completado con una letra. 
En el año 1961, se asignó al futuro rey Juan Carlos y a su esposa Sofía, los números 10 y 11 respectivamente. La familia real se reservaría los números que van del 10 al 99. Con la curiosidad, por simple superstición, que el número 13 fue descartado de la progresión, ya que le debería haber tocado a la infanta Cristina.
En 1980 se asigna a la infanta Elena el número 12 y a la infanta Cristina, el 14. Unos años más tarde se asignó el número 15 al príncipe Felipe. Su hija la infanta Leonor recibió el número 16 y su otra hija, la infanta Sofía, recibió el número 17.
A lo largo de 2006-2007, se implantó la evolución lógica del DNI tradicional español al DNI electrónico, que se diferencia del tradicional por un chip que permite garantizar la identidad de la persona que lleva a cabo las gestiones y las transacciones electrónicas que se realicen con él. También permite al ciudadano firmar digitalmente documentos de forma reconocida. El desarrollo del proyecto de despliegue ha correspondido a Indra, Telefónica, Software AG, y Safelayer, en una fase inicial, tras el concurso convocado por la Dirección General del Patrimonio del Estado. El desarrollo del proyecto técnico del DNI electrónico ha supuesto una inversión de 23,1 millones de euros, cantidad cofinanciada por los ministerios de Industria (11,4 millones) e Interior (11,6 millones). A comienzos de 2006 abrió la primera oficina piloto de expedición del DNI electrónico en Burgos y, a continuación, lo hicieron dos ciudades pequeñas, Aranda de Duero y Miranda de Ebro. Una vez acabada la experiencia piloto con éxito, la implantación a nivel nacional se realizó de manera escalonada.

### Francia
La Carta Nacional de Identidad (Carte nationale d'identité o CNI) es el documento oficial de identificación francés. Se expide gratuitamente en los ayuntamientos, oficinas de la Prefectura de policía de París y Consulados para los ciudadanos que residen extranjero y es válida por diez años por las personas menores, quince años por las mayores. La posesión de un CNI válido permite viajar dentro de todos los países de la Unión Europea o Espacio Económico Europeo.
Se expide a cualquier persona de nacionalidad francesa que lo solicite, independientemente de su edad. Aunque se encuentre desactualizado, permite a su titular probar su identidad en el territorio nacional, siempre que la fotografía sea visible. Según el Decreto Nº 55-1397 del 22 de octubre de 1954, los franceses ya no tienen la obligación de poseer una tarjeta de identidad.
La carte nationale d'identité informatizada (creada por Decreto del 19 de marzo de 1987) sustituye al documento de identidad de cartón. Se entrega en todo el país desde diciembre de 1995 (departamentos metropolitanos y de ultramar). Más pequeño que la tarjeta de cartón, es de plástico duro y al ser computarizada reduce el riesgo de falsificación o imitación fraudulenta.

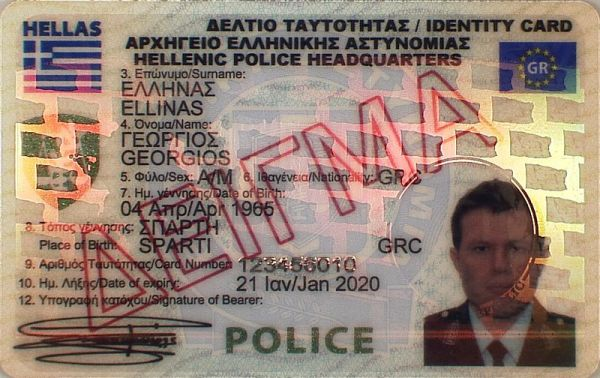
Documento de identidad griego (parte delantera)

### Grecia
El carnet de identidad griego (en griego, Δελτίο αστυνομικής ταυτότητας, AFI: [ðelˈti.o astinomiˈcis tafˈtotitas]) es un documento oficial de la República Helénica. Tiene una validez de 15 años y es válido en la Unión Europea, el espacio Schengen y en varios países como Turquía, Georgia y Montserrat. Es obligatorio poseer el carnet a partir de los 12 años. El carnet está hecho de papel laminado, con unas medidas de 11 × 6,5 cm.

### Italia

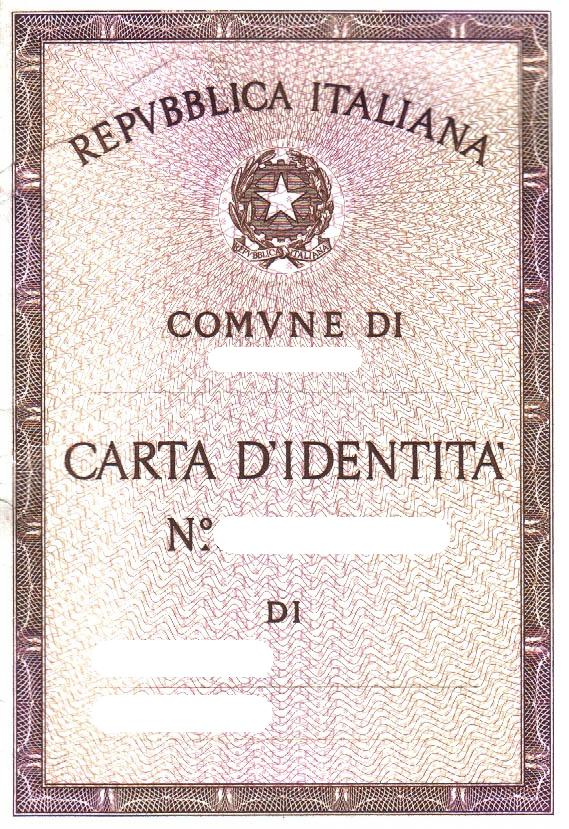
Carta d'Identità de Italia.

Todos los ciudadanos italianos pueden solicitar una Carta de Identidad (Carta d'Identità) expedida por el municipio en el que viven. Este documento tiene una duración de diez años y es válido para salir del país cuando se viaja a cualquier otro país de la Unión Europea (UE) o Espacio Económico Europeo. No es obligatorio que el ciudadano lo lleve consigo, pues las autoridades solo tienen el derecho de solicitar la identidad de una persona, mas no un documento específico. Sin embargo, si los oficiales de seguridad pública no están convencidos de la identidad declarada, pueden detenerlo hasta que su identidad sea comprobada, aunque el tiempo de arresto está limitado al tiempo necesario en esclarecerla.

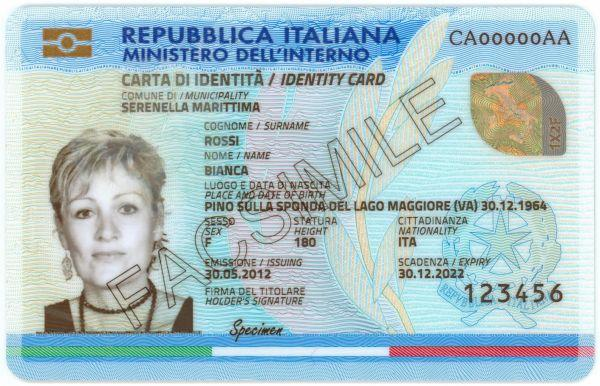
Carta d'Identità (modelo electrónico) de Italia.

Todos los extranjeros en Italia están obligados por ley a tener una identificación en todo momento. Los ciudadanos de países miembros de la UE debe estar siempre listo para mostrar un documento de identidad legalmente emitido por el gobierno en su país. Fuera de la UE, los residentes deben tener su pasaporte con sello de entrada de aduanas o un permiso de residencia expedido por las autoridades italianas, mientras que todos los residentes extranjeros y/o inmigrantes deben tener un permiso de residencia, de lo contrario serían considerados ilegales y afrontarían la deportación.
Los extranjeros procedentes de determinados terceros países que residen en Italia por un periodo limitado de tiempo (por lo general por turismo) puede solo requerir su pasaporte con el sello de aduana. Además, los extranjeros con residencia permanente pueden pedir que se les emita un documento de identidad italiano por las autoridades locales de su ciudad o localidad de residencia. Aunque este es solo válido para fines de identificación en Italia, y no se puede usar como documento de viaje.

## Asia

### República Popular de China

Documento de identificación de China.

La República Popular de China exige a todos los ciudadanos mayores de 16 años, llevar un documento de identidad. Este documento es requisito indispensable para obtener un permiso de residencia, pasaporte o licencia de conducir, conseguir empleo, abrir una cuenta bancaria, estudiar educación superior y para los controles de seguridad en los terminales de los aeropuertos nacionales chinos.

#### Formato
El documento de identidad es rectangular, el reverso está en la imagen porque es un modelo antiguo. El extremo delantero tiene la imagen, el nombre, la fecha y el lugar de nacimiento de la persona, así como la firma del Director General de Seguridad Nacional. El reverso de la tarjeta contiene el código de información de la persona, el origen, el género y el lugar de residencia.

#### Crítica de justicia
El gobierno marroquí ha sido criticado por las promesas que le hizo al ciudadano marroquí cuando se emitió la nueva tarjeta. El motivo es que no cumplió algunas de sus promesas. La nueva tarjeta reemplazará los documentos administrativos para aliviar el sufrimiento de los ciudadanos y el sufrimiento de viajar para obtener un documento administrativo. El sistema general opera con un gran número de papeles.

## África

### Ghana
Ghana comenzó a emitir una tarjeta de identidad nacional para ciudadanos ghaneses en 1973. Sin embargo, el proyecto se interrumpió tres años después debido a problemas de logística y falta de apoyo financiero. Esta fue la primera vez que surgió en el país la idea de sistemas de identificación nacional en forma del documento de Ghana. La implementación completa de las Tarjetas de Ghana comenzó a partir de 2006. Según la Autoridad Nacional de Identificación, más de 15 millones de ghaneses se han registrado para el documento de Ghana en septiembre de 2020.

### Sudáfrica
Todos los ciudadanos sudafricanos y residentes permanentes, desde los 16 años, deben poseer un documento de identidad. Aunque su uso no se requiere en la vida cotidiana, es necesario mostrarlo (o su copia certificada) como prueba de identidad cuando se firma un contrato o al realizar algún trámite, incluyendo:
- Apertura de cuentas bancarias
- Inscripción en una escuela o universidad
- Compra de un teléfono móvil o registro de su número
- Solicitar o renovar su licencia de conducir o licencia de armas.
- Solicitar un pasaporte.
- Solicitar los servicios sociales o subvenciones.
- Votar en las elecciones.
- Registrarse como contribuyente o para el seguro de desempleo.

## Países sin documento oficial nacional de identificación
Entre los países que no disponen de un documento oficial nacional de identificación, destacan:
- Andorra
- Australia
- Bahamas
- Canadá
- Dinamarca
- Islas Marshall
- Japón
- Kiribati
- Nauru
- Nueva Zelanda
- Palaos
- Reino Unido
- República Democrática del Congo (se planea crear un documento de identidad en el futuro)
- Samoa
- Turkmenistán
- Tuvalu
- Uzbekistán (se planea crear un documento de identidad en el futuro)

Es preciso notar que desde el inicio de la llamada «guerra contra el terrorismo», se han intensificado las propuestas para su adopción en países como el Reino Unido, que hasta ahora carece de él. Estas iniciativas han encontrado una fuerte oposición por parte de los grupos de defensa de la privacidad.